# Bada (celebeski jezik)
Bada jezik (ISO 639-3: bhz; bada’, tobada’), austronezijski jezik uže celebeske skupine, kojim govori oko 10 000 ljudi (1991 SIL) u središnjem Celebesu u Indoneziji, provincija Sulawesi Tengah. Ima dva dijalekta, bada i ako.
Klasificira se uz još dva jezika, behoa [bep] i napu [npy] (Indonesia (Sulawesi)) badajskoj podskupini, šire skupine južnih kaili-pamona jezika. Dijalekt ako govori se u 23 sela u distriktu Mamuju.

## Vanjske poveznice
- Ethnologue (14th)
- Ethnologue (15th)